# Monster Buster Club
A Monster Buster Club 2008-ban bemutatott kanadai televíziós sorozat, amely az űrlények és az emberek közötti harcot mutatja be. Magyarországon a Monster Buster Club-ot a Jetix-en adták.

## Cselekmény
Egy Cathy nevű lány nagyapjával érkezik egy Rabszódia nevű bolygóról a Földre. Cathy erősíteni szeretne egy ősi, titkos szervezetet, a Monster Buster Club-ot. A Monster Buster Club az embereket védi meg a gonosz űrlényektől. A klub főhadiszállása egy kis faházban található Singletown-ban, Cathy-ék kertjében. Az epizódokban a legtöbb űrlény először ember formában jelenik meg, és a végén, amikor visszaváltozik, a klub harcol vele, és legyőzi. 

## Szereplők
- Cathy (Magyar hangja: Molnár Ilona)

Egy rabszódiai lány, (vagyis űrlény) aki a nagyapjával érkezett a Földre, hogy erősítse az Monter Buster Club csapatát. Tizenéves lánynak néz ki, de valójában már hatszáz éves is elmúlt. Bármely testrészét képes megnyújtani. Gyakran gyerekesen viselkedik. Nagyon szereti azokat a földi használati tárgyakat, amelyek Rabszódián nincsenek.
Egyenruha: Rózsaszín
- Danny (Magyar hangja: Bartucz Attila)

Átlagos fiú, aki néha kicsit rossz, de mégis népszerű, minden bulira meghívják. Ő is nagyon fontos tagja a Clubnak.
Egyenruha: Piros
- Samantha (Sam) (Magyar hangja: Talmács Márta)

Barna bőrű kislány. Környezetvédő, és szeret ünnepségeket rendezni. Általában a rendezésben Wendy segít neki a legtöbbet. Nagyon okos lány, nehéz becsapni, általában ő látja át a legjobban a dolgokat.
Egyenruha: Sárga
- Chris (Magyar hangja: Pálmai Szabolcs)

Általában ő végzi a tudományos munkákat a főhadiszálláson, de néha öccse, George csinálja meg. Chris fontos tagja a klubnak. Jól harcol, és esze is van. Az öccse mindig be akar állni klubtagnak, végül megengedik, hogy nem-hivatalos tag legyen.
Egyenruha: Kék
- Mr. Smith (Magyar hangja: Várdai Zoltán)

Cathy nagyapja, aki Rapszódiáról érkezett az unokájával, hogy segítsen a Clubnak. Ő tarja a kapcsolatot a többi bolygóval.

## Epizódok

### 1. évad
| #      | Hivatalos cím                    | Hivatalos premier    | Magyar cím                 | Magyar premier |
| 1.     | Popular Kids                     | 2008. június 3.      | Népszerű srácok            |                |
| 2.     | Mindreade                        | 2008. június 2.      | Gondolatolvasó             |                |
| 3.     | Wrong Number                     | 2008. június 4.      | Téves szám                 |                |
| 4.     | Snack Time                       | 2008. június 5.      | Csemege menet              |                |
| 5.     | The Trouble With Troublemaking   | 2008. június 6.      | A bajkeverés baja          |                |
| 6.     | Dog Daze                         | 2008. június 9.      | Kutya őrület               |                |
| 7.     | Flower King                      | 2008. június 10.     | Virágkirály                |                |
| 8.     | Battle of the Bands              | 2008. június 11.     | Zenecsata                  |                |
| 9.     | World's Toughest Kid             | 2008. június 12.     | A világ legerősebb gyereke |                |
| 10.    | Acting Out                       | 2008. június 13.     | Színjáték                  |                |
| 11.    | Monster Beaters                  | 2008. július 14.     | A monster baeater-ök       |                |
| 12.    | Comic Book Heroes                | 2008. július 15.     | Képregényhősök             |                |
| 13.    | Statue Of Limitations            | 2008. július 16.     | Az elévülés szobra         |                |
| 14.    | Pipe Dreams                      | 2008. július 17.     | Cső álmok                  |                |
| 15.    | Aliens On The Fast Track         | 2008. július 18.     | Űrlények a gyorsnyomra     |                |
| 16.    | Secret Santa                     | 2008. november 3.    | Titkos Mikulás             |                |
| 17.    | The Bugaboos                     | 2008. július 22.     | Bugaboo-k                  |                |
| 18.    | The Forget-Me-Stone              | 2008. szeptember 29. | A felejts-el-kő            |                |
| 19.    | Camping Out                      | 2008. október 6.     | Kempingezés                |                |
| 20.    | Trick or Treat...Or Alien        | 2008. október 13.    | Halloweeni űrlénykedés     |                |
| 21.    | A Matter Of Principals           | 2008. október 20.    | Elvi dolog                 |                |
| 22.    | Sore Winner                      | 2008. július 7.      | Rossz vesztes              |                |
| 23.    | Beware Of Frogs                  | 2008. október 27.    | Óvakodj a békától          |                |
| 24.    | Outcracker's Badland Galaxy Tour | 2008. november 11.   | Galaxykus űrutazás         |                |
| 25-26. | The End Of Everything            | 2008. december 8.    | Mindennek a vége           |                |